# Mausoleo de Lenin
El Mausoleo de Lenin (en ruso: Мавзоле́й Ле́нина, romanización Mavzoléi Lénina), conocido también como Tumba de Lenin, es el mausoleo de Vladímir Ilich Uliánov, más conocido como Lenin. Un primer mausoleo fue inmediatamente levantado por órdenes del Gobierno soviético tras su muerte en 1924 (el actual fue completado en 1930) y expone su cuerpo embalsamado al público desde entonces, salvo en ocasión de la Segunda Guerra Mundial. El mausoleo está situado en la Plaza Roja de Moscú. El arquitecto encargado del diseño fue Alekséi Shchúsev. A pesar de su pequeño tamaño, este monumento de granito incorpora algunos elementos de los mausoleos de la antigüedad, como por ejemplo la Pirámide de Zoser en Egipto y la tumba de Ciro el Grande. 
El cuerpo embalsamado de Iósif Stalin permaneció junto al de Lenin en el mausoleo desde su muerte en 1953 hasta el 31 de octubre de 1961, cuando fue retirado durante la campaña de desestalinización y enterrado en el exterior de la muralla del Kremlin, detrás del mausoleo.
En 1991, se discutió la conveniencia de su derribo y cierre. En 2017, se inició la tramitación de un proyecto de ley para proceder a su enterramiento en un lugar común.

## Historia del mausoleo

### Muerte de Lenin y decisiones sobre su cuerpo

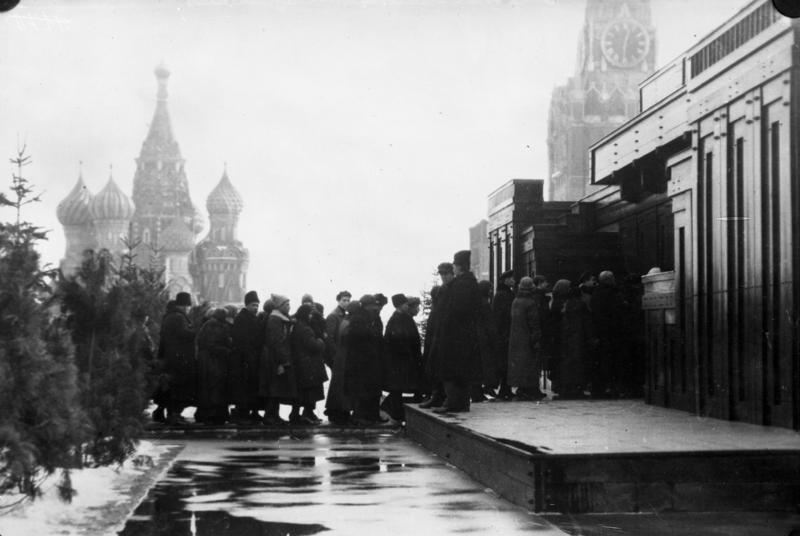
El Mausoleo de Lenin en marzo de 1925.

El 21 de enero de 1924 murió Lenin. El Gobierno soviético recibió más de 10 000 telegramas de condolencia, en algunos de ellos le pedían conservar el cuerpo para futuras generaciones. El 23 de enero, el profesor Alekséi Abrikósov un prominente patólogo y anatomista ruso embalsamó el cuerpo de Lenin para mantenerlo intacto hasta el momento de su entierro. Esa misma noche, el arquitecto Alekséi Shchúsev fue comisionado para construir un mausoleo en sólo tres días. El día 26 se decidió situar la tumba en la Plaza Roja junto a los muros del Kremlin. Al día siguiente, Shchúsev construyó una tumba de madera y se depositó el féretro de Lenin en ella. En el mes de agosto, Shchúsev mejoró la tumba a la vez que otro arquitecto, Konstantín Mélnikov diseñaba un sarcófago especial para Lenin. 
En 1929, se decidió que el cuerpo embalsamado de Lenin podría preservarse durante mucho más tiempo, por lo que se encargó un nuevo mausoleo que sustituyese al de madera construido cuatro años antes. Los arquitectos elegidos fueron Alekséi Shchúsev, I.A. Frantsuz y G.K. Yákovlev). Usaron mármol, pórfidos, granito, labradorita y otros materiales de construcción. En octubre de 1930 la construcción había terminado. En 1973, el escultor Nikolái Tomski diseñó un nuevo sarcófago.
En enero de 1924, el alcalde de Moscú ordenó que en las puertas del mausoleo se dispusiese una guardia de honor las 24 horas de día. Los rusos llaman a esta guardia, el Centinela número uno. La guardia de honor se disolvió tras la crisis constitucional rusa de 1993, y en 1997 fue trasladada a la Tumba del Soldado Desconocido. Más de 10 millones de personas visitaron la tumba de Lenin entre 1924 y 1972.

### En la actualidad

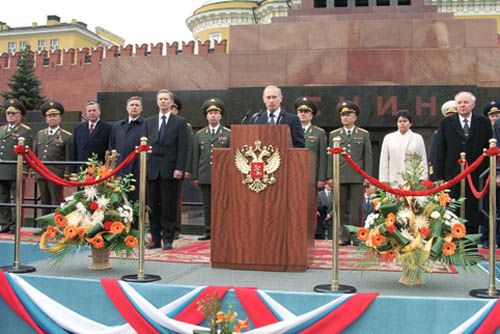
Vladímir Putin frente al mausoleo durante el desfile del Día de la Victoria en 2001.

Hoy en día el mausoleo es una de las principales atracciones de la capital rusa. Según las encuestas, en la actualidad, el 56 por ciento de los rusos quieren que el cuerpo de Lenin sea enterrado, sin embargo el líder ruso, Vladímir Putin, ha asegurado que Lenin yacerá en el mausoleo a los pies del Kremlin hasta que una mayoría clara de rusos manifieste públicamente lo contrario, para evitar una división de la sociedad.
El mausoleo suele cerrar durante un par de meses cada año y medio para que el cuerpo embalsamado del fundador de la Unión Soviética sea sometido a un «retocado» por un grupo selecto de especialistas. Entre septiembre de 2012 y mayo de 2013, el mausoleo fue cerrado para ser sometido por primera vez a trabajos de reparación a gran escala. Para esto el mausoleo fue cubierto con una gran cúpula blanca durante ese tiempo. Finalmente el 15 de mayo de 2013, el mausoleo reabrió de nuevo completamente restaurado.

## Mausoleos en antiguos países socialistas antiguos y actuales
Inspirados por este mausoleo, muchos otros países socialistas construyeron mausoleos para sus líderes durante el siglo XX, siendo algunos el Mausoleo de Mao Zedong en China, el de Hồ Chí Minh en Vietnam, el de Sükhbaatar en Mongolia y el Mausoleo de Georgi Dimitrov en Bulgaria, entre otros. Otro ejemplo es el Palacio del Sol de Kumsusan en Corea del Norte, que si bien no fue construido originalmente como mausoleo, contiene los cuerpos embalsamados de los líderes socialistas Kim Il-sung y de su hijo Kim Jong-il. En Latinoamérica es notorio el ejemplo de Venezuela con el famoso Cuartel de la Montaña 4F que contiene el cuerpo del presidente Hugo Chávez